# 哈伍德宮
哈伍德宮（英語：Harewood House、/ˈhɑːrwʊd/、HAR-wuud、/ˈhɛər-/、HAIR-）是一座位於英國英格蘭西約克郡哈伍德的英格蘭鄉村別墅。這座建築由約翰·卡爾和羅伯特·亞當設計，修建於1759年至1771年，最初的所有者是愛德溫·拉塞爾斯，一位富裕的西印度群島種植園主和奴隸主。景觀設計者是萬能的布朗，面積達1,000英畝（400公頃）。
拉塞爾斯家族現仍居住在這裡。哈伍德宮是英格蘭珍貴莊園的成員之一，也是I級登錄建築。

## 歷史

### 早期歷史
哈伍德宮是由兩個相鄰的莊園合併而成，分別是基於哈伍德城堡修建的哈伍德莊園，以及基於高索普別墅修建的高索普莊園（Gawthorpe estate）。高索普家族購買了哈伍德莊園，將兩者合併。1696年，莊園被售給倫敦商人約翰·卡特勒。此後又售給布特勒（Boulter）家族。1721年，布特勒家族將其售給拉塞爾斯。

### 拉塞爾斯家族
拉塞爾斯家族在17世紀後期於西印度群島購買種植園。亨利·拉塞爾斯通過種植園產生的收入在1738年購買了莊園。他的兒子愛德溫·拉塞爾斯是一位富裕的種植園主和奴隸主，在1759年至1771年修建了哈伍德宮，取代最初的建築。
愛德溫聘請北英格蘭建築家約翰·卡爾設計新的建築，並於1759年動工，1765年大致完成。羅伯特·亞當則負責室內設計部分，並於1765年獲得批准。亞當也對卡爾設計的建築外側進行小幅改動，包括庭園景觀。此後直到1840年代第三代哈伍德伯爵亨利·拉塞尔斯聘請查爾斯·巴里改造建築之前，哈伍德宮幾乎沒有變動。巴里在每個侧翼增加了第二层，以提供新的臥室，並拆除了南門廊，修建了正式的花壇和露台。

### 20世紀
1922年，第六代哈伍德伯爵亨利·拉塞爾斯和喬治五世的獨生女瑪麗公主結婚。兩人最初住在附近的戈爾茲伯勒廳，在1929年搬入哈伍德宮。
第二次世界大戰期間，這座建築被用作療養院。但在1940年代後期，瑪麗公主和她的家人已經搬回哈伍德宮，但建築本身和花園仍然開放，並定期舉辦約克郡交響樂團的演奏會和利茲音樂節等音樂活動。1965年，瑪麗公主在哈伍德宮突發心臟病。她的長子第七代哈伍德伯爵喬治·拉塞爾斯在1947年繼承了爵位，並居住在哈伍德。
1947年開始，莊園外側的多爾宮被作為獨立學校校舍使用。

### 21世紀
拉塞爾斯家族和第八代哈伍德伯爵大衛·拉塞爾斯現在仍然在這裡居住。但建築和花園的所有權已轉移至哈伍德宮信託，並且在全年大部分時間對外開放。2009年，哈伍德宮贏得年度景點獎。
哈伍德宮收集了眾多義大利文藝復興時期的名家畫作，以及約書亞·雷諾茲、約翰·霍普納、湯馬士·勞倫斯的家族肖像畫，並定期在露台舉辦美術展。哈伍德宮內還有獲得米其林評分的餐廳。
除了建築之外，哈伍德宮還擁有面積達100英畝（40公頃）的花園，包括喜馬拉雅花園和窣堵坡，一個教育用鳥園，一個遊樂場以及諸聖教堂。2007年5月至2008年10月，約克郡第一座天文館約克郡天文館亦位於這裡。

## 流行文化
哈伍德宮是1991年喜劇電影《英王拉爾夫》的拍攝地點。1996年開始，部分莊園被用作ITV肥皂劇《愛默戴爾》的拍攝場地。電視劇《維多利亞》亦在哈伍德宮拍攝。2006年7月1日，愛爾蘭團體西城男孩在哈伍德宮舉辦演唱會。哈伍德宮也是電影《唐頓莊園》的外景地。於2018年播出的BBC聖誕節特別節目《瑪麗·貝里的聖誕節鄉村別墅》節目在哈伍德宮拍攝。

## 外部連結
- 维基共享资源上的相關多媒體資源：哈伍德宮
- 官方网站